# Nihat Asım Bekdik
 "Aslan" Nihat Asım Bekdik  (1902 - 21 de juny de 1972) fou un futbolista turc de la dècada de 1920. "Aslan" significa lleó.
Fou 21 cops internacional amb la selecció turca amb la qual participà en els Jocs Olímpics de 1924 i 1928.
Pel que fa a clubs, defensà els colors de Galatasaray.
En atletisme fou un destacat saltador de triple salt i salt d'altura, establint el 1923 els rècords de Turquia en triple (11.92m) i altura (1.58m). També destacà com a remer.

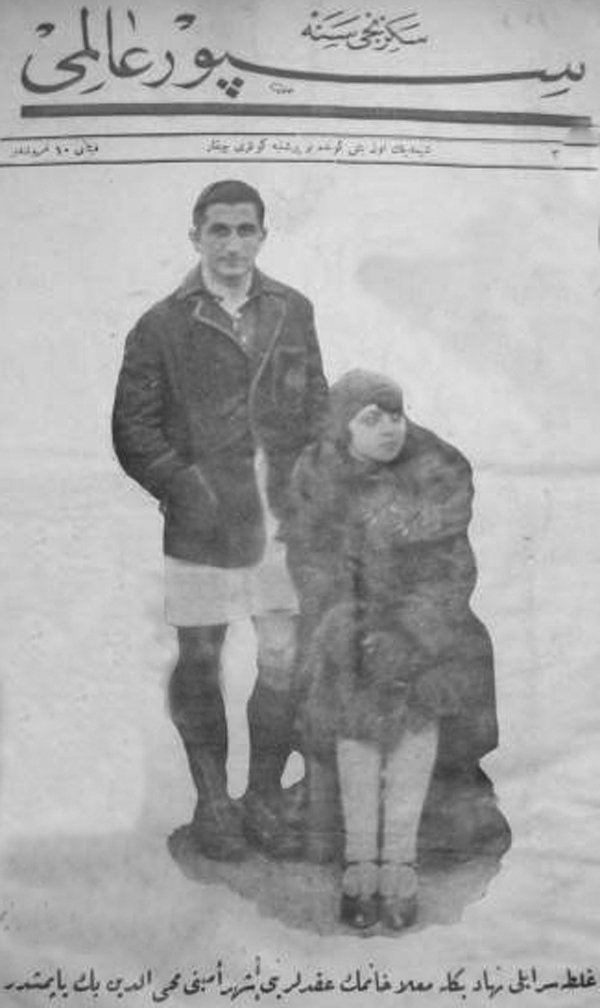
Nihat Bekdik el 1926.

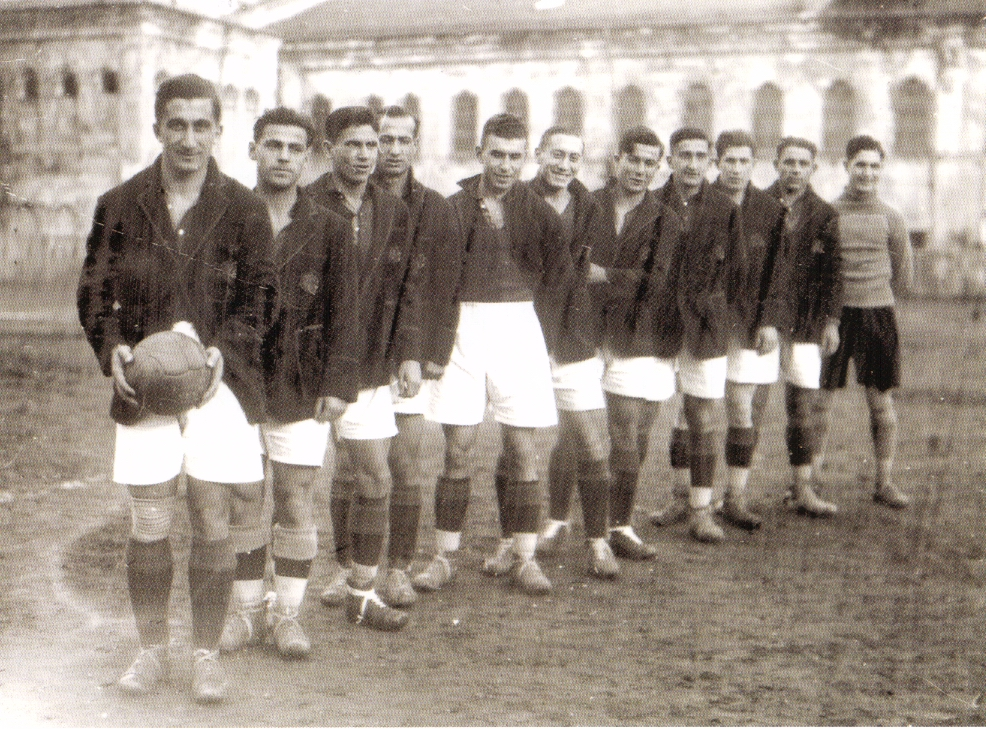
Nihat Bekdik el 1930-31, al Galatasaray campió.

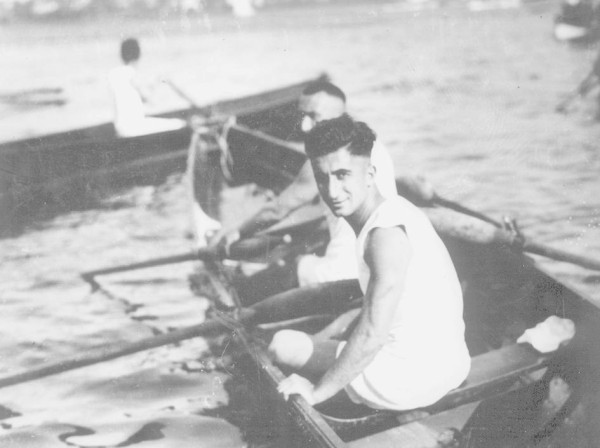
Nihat Bekdik al campionat d'Istanbul de rem el 1933.

## Gols internacionals
| #  | Data            | Seu               | Oponent  | Marcador | Resultat | Competició |
| -- | --------------- | ----------------- | -------- | -------- | -------- | ---------- |
| 1. | 14 octubre 1927 | Istanbul, Turquia | Bulgària | 3-1      | 3-1      | Amistós    |

## Palmarès
Jugador
Galatasaray
- Lliga d'Istanbul de futbol: 6
  - 1921-1922, 1924-1925, 1925-1926, 1926-1927, 1928-1929, 1930-1931
- Copa d'Istanbul de futbol: 1
  - 1933

Entrenador
Galatasaray
- Lliga d'Istanbul de futbol: 1
  - 1928-1929